# Жуковський Герман Леонтійович
Ге́рман Лео́нтійович Жуко́вський (* 31 жовтня (13 листопада за новим стилем) 1913, місто Радивилів, нині Рівненської області — † 13 березня 1976, Київ) — український композитор. Заслужений діяч мистецтв УРСР (1958). Народний артист УРСР (1973).

## Біографічні відомості
Народився в сім'ї ротмістра 18-ї прикордонної Волинської бригади Леонтія Михайловича Жуковського і дочки купця другої ґільдії Анни Іванівни Шамраєвої.
Закінчив Київську консерваторію: 1937 року — по класу фортепіано (у Костянтина Михайлова), 1941 року — по класу композиції (у Льва Ревуцького).
У вересні 1941 року потрапив у полон, але згодом втік звідти.
1942—1943 років працював піаністом та диригентом Полтавського музично-драматичного театру.
1943—1944 років працював у Кам'янець-Подільському музично-драматичному театрі.
Одночасно був зв'язківцем партизанського загону ім. Боженка.
З березня 1944 року продовжив службу в Червоній армії, де був художнім керівником ансамблю пісні і танцю.
У 1951—1958 роках викладав у Київській консерваторії.

## Родина
Дружина Віолетта Багмет — співачка (сопрано). У 1942—1943 роках — солістка Полтавського, 1943—1944 роках — Кам'янець-Подільського музично-драматичних театрів. Після війни — лібретист опер свого чоловіка.

## Пам'ять
Ім'я Германа Жуковського присвоєно Радивилівській дитячій школі мистецтв на Рівненщині і вулиці в Радивилові (колишня П. Козланюка). Міністерство освіти і науки України, Міністерство культури та інформаційної політики України, Національна академія педагогічних наук України, Інститут проблем виховання НАПН України регулярно проводять Всеукраїнські конкурси молодих виконавців імені Германа Жуковського.

## Твори
Автор дев'яти опер, серед яких:
- «Марина» (1939),
- «Честь» (1947),
- «Від щирого серця» (1951),
- «Перша весна» (1960).

Інші твори:
- моноопера «Дружина солдата» (1967),
- балети:
  - «Ростислава» (1956),
  - «Лісова пісня» (1961),
  - «Дівчина і Смерть» (1971);
- 10 кантат,
- хорова симфонія «Живи і пам'ятай» (1976),
- твори для симфонічного оркестру, для інструментів з оркестром,
- камерно-інструментальні, хорова, вокальні твори,
- музика до кінофільмів, зокрема:
  - «Щедре літо» (1950),
  - «Доля Марини» (1953),
  - «Співа Україна» (1954),
  - «Зірки на крилах» (1955),
  - «Безвісти зниклий» (1956),
  - «Ластівка» (1957),
  - «Матрос зійшов на берег» (1958),
  - «Млечна путь» (1959),
  - «Киянка» (2 серії, 1958—1959),
  - «Спадкоємці» (1960),
  - «Люди моєї долини» (1960),
  - «Серед добрих людей» (1962),
  - «Закон Антарктиди» (1962),
  - «Космічний сплав» (1964),
  - «Гадюка» (1965),
  - «Ігор Савченко» (1965),
  - «Мир хатам, війна палацам»,
  - «Два роки над прірвою» (1969) та ін.

## Нагороди і премії
- 1950 — Сталінська премія.
- Нагороджений орденами Леніна, Червоної Зірки й медалями.